# Ludmila Javorová
Ludmila Javorová (née en 1932 à Brno en Moravie) est une personnalité de l'Église catholique romaine clandestine de Tchécoslovaquie sous le régime communiste. Elle déclare avoir reçu l'ordination sacerdotale en 1970 de l'évêque Felix Maria Davídek dont elle aurait été vicaire générale dans la clandestinité. Elle est, à ce jour, la seule femme dont on connaisse le nom qu'un évêque catholique aurait voulu ordonner prêtre bien que cette ordination ait été déclarée invalide par le Vatican. La révélation publique de son ordination en 1995 a ravivé la question de l'ordination des femmes dans l'Église catholique romaine.

## Biographie
Née dans une famille catholique, Ludmila Javorová aspire à une vie religieuse. Mais les autorités communistes tchécoslovaques de l’époque n’autorisaient que quelques prêtres agréés à exercer le ministère réduisant les autres à la clandestinité, dans une Église cachée, la Koinotès. Le régime interdit également aux religieuses toute activité en tant que religieuses. Mais Ludmila Javorová s'engage néanmoins activement au sein de la communauté catholique.

### L’ordination
D'après les révélations faites à partir de 1995, Ludmila Javorová a été ordonnée prêtre, le 28 décembre 1970 par l'évêque clandestin Felix Maria Davídek, un ami de sa famille, au cours des premières années de l'occupation suivant le Printemps de Prague. Elle devient la secrétaire de Felix Maria Davídek puis sa représentante avant de progressivement prendre en charge des tâches de plus en plus importantes dans l'organisation des structures de l'Église clandestine. Davídek la nomme alors vicaire générale avant de l'ordonner prêtre.
Le régime communiste avait emprisonné un grand nombre de religieuses qui ne pouvaient recevoir que des visites féminines et l'ordination de femmes permettait d'assurer un ministère sacerdotal auprès d'elles. Les historiens Fiala et Hanuš concluent, eux, que les femmes ordonnées dans ce cadre (il y en aurait eu cinq, Jaronová étant la seule à l'avoir déclaré publiquement) n’ont occupé que peu de fonctions sacerdotales dans le groupe de Davídek et que leur ordination s’apparente dès lors plutôt à un acte symbolique créant un précédent plutôt que de répondre à une nécessité sacerdotale au sein de l’Église clandestine.
L’ordination de femmes prêtresses a soulevé des controverses au sein même de la  Koinotes, l'Église cachée et Davídek a lui-même dissimulé l'ordination de L. Javorová à plusieurs de ses collègues, demandant à celle-ci une promesse écrite que l’ordination soit gardée secrète du gouvernement tchécoslovaque et l'Église catholique et de maintenir un « silence absolu sur cette question ». Le statut de Ludmila Javorová restera ainsi inconnu de nombreux membres de la Koinotès et même de ses propres parents. Aucun document officiel concernant cette ordination n’a, à ce jour, été produit.

### La révélation
Après la chute du régime communiste en Tchécoslovaquie en 1989, la nouvelle de l'ordination de femmes au sein de l'Église clandestine se fait jour mais Javorová garde le silence sur son statut pendant un certain temps, avant de changer d'avis en 1995 et de se décider à prendre la parole. Le Vatican déclare l’ordination invalide et annonce alors que les catholiques romains doivent considérer que la doctrine permettant aux seuls hommes de devenir prêtres est un enseignement infaillible
Elle a collaboré en 2001 à un livre d'entretiens au sujet de son expérience de prêtrise, avec l'auteur Miriam Winter.
Javorová vit ensuite à Brno où, toujours membre de l'Église catholique romaine, elle enseigne la religion dans une école locale. Elle fait partie de la commission liturgique de sa paroisse où elle enseigne le catéchisme.

### Distinctions
- Le 2 avril 2011, elle reçoit le prix de la Fondation Herbert Haag pour la liberté dans l’Église présidée par Hans Küng[11].